# Otranto
Otranto (italiensk udtale: ˈɔtranto) er en havneby og kommune i provinsen Lecce i Apulien i  Italien på østkysten af Salento halvøen. Otrantostrædet, som byen giver navn, forbinder Adriaterhavet med Det Ioniske Hav og Italien med Albanien. Havnen er lille og har ringe handel.
Fyret Faro della Palascìa  ca. 5 km sydøst for Otranto er det østligste punkt af italienske fastland.
Ca. 50 km mod syd ligger forbjerget Santa Maria di Leuca med de hvide klipper (leukos er græsk for hvid), den sydøstlige ende af Italien, den gamle Promontorium lapygium eller Sallentinum. Distriktet mellem dette forbjerg og Otranto er tæt befolket og meget frugtbar.

## Ekstern henvisning
1. ↑  demo.istat.it (fra Wikidata).

- Wikimedia Commons har flere filer relateret til Otranto
- Otrantos officielle hjemmeside (på italiensk)